# Imperator
Imperátor je latinska beseda za poveljnika.
Glede na različna področja in države so se razvili naslednji imperatorski nazivi:
- cesar (Stari Rim, Bizanc, Sveto rimsko cesarstvo nemške narodnosti, Francija, ...)
- car (царь, цар) (Rusija, Bolgarija, Srbija)
- imperator (Rusija/Rossija od Petra Velikega 1721 dalje)
- kaiser (Nemčija)
- neguš negasti (ንጉሠ ነገሥት) (Etiopija, 13. stoletje - 1975)
- šah (šahanšah) (Perzija)
- teno (Japonska)

Imperatorji so na višjem nivoju od kraljev. Trenutno edini nosilec tega naslova na Zemlji je japonski vladar Akihito, 125-ti v dinastiji, ki vlada od leta 1989.
Od leta 1721 je bil uradni naslov ruskih vladarjev, ki so se do takrat imenovali carji. V ruščini so namreč besedo car (pri prevajanju Svetega pisma v srednjem veku so jo napačno uporabljali za označevanje biblijskih kraljev) istovetili s kraljevskim naslovom, vendar zgolj za vladarje ruskih sosed in pravoslavnih držav, medtem ko so za zahodne vladarje uporabljali besedo korol. Ko se je Peter Veliki po zmagah nad Švedi proglasil za cesarja, je uporabil besedo imperator. Zanimivo pa je, da se je v Rusiji v 19. stol. za vladarjevega dediča uporabljal naziv cesarjevič (in ne carjevič, kot se na splošno, a zmotno, misli).